# 아이 누오비 모스트리
아이 누오비 모스트리(I nuovi mostri)는 이탈리아에서 제작된 마리오 모니첼리, 디노 리시, 에토레 스콜라 감독의 1977년 영화이다.
제51회 아카데미상 아카데미 국제장편영화상 후보에 오른 작품이다.